# Serge Chouraqui
Serge Chouraqui, né le 19 septembre 1949, est un maître de karaté shotokan.
Entraîneur national de l'équipe de France, ex-International, chef instructeur du Sporting international de karaté, formateur de plusieurs champions internationaux : Marc Pyrée, Gilles Cherdieu, les sœurs Buil, David Félix, Hannibal Jegham, Alex N'Dem, Robert Gommis, Myriam Szkudlarek ….
Il a obtenu son 9e dan le 20 octobre 2011.
Il tient une place très importante, la plupart du temps désigné comme "le senseï", dans le livre de Luc Lang, Le Récit du combat, paru en 2023. Son dojo, le SIK, sis rue Daguerre, y est souvent cité.

## Décoration
- Chevalier de la Légion d'honneur Il est fait chevalier par décret du 3 avril 2015[1]